# 본즈 (드라마)

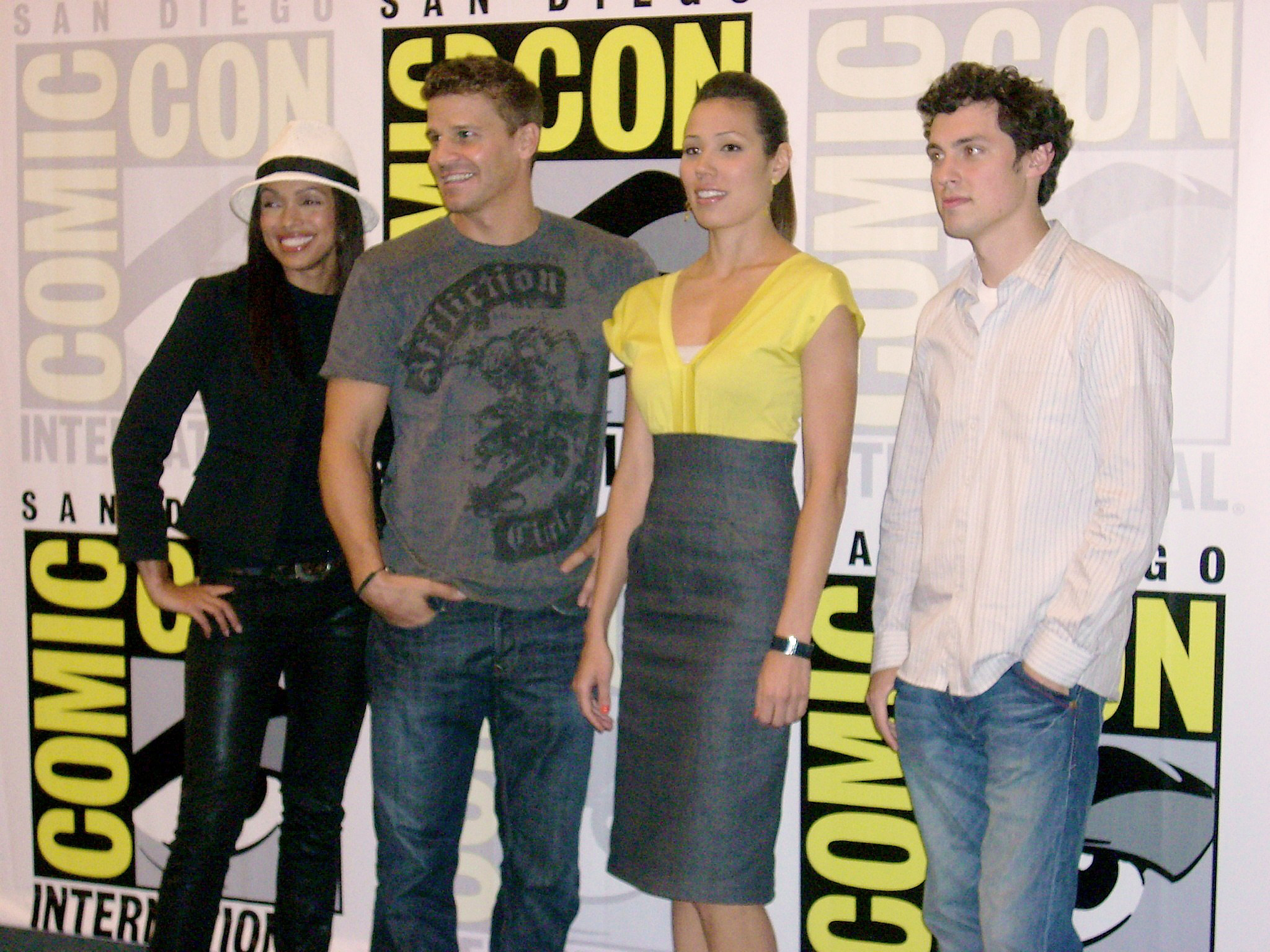

본즈(Bones)는 2005년부터 2017년까지 미국 폭스 채널에서 방송된 드라마이다. 주인이 누구인지 모르는 뼈가 발견되면 제퍼소니안 박물관 소속 법의학 인류학자인 템퍼런스 브레넌 박사(Dr. Temperance Brennan)가 자신의 팀과 함께 뼈를 살펴보아 뼈의 주인이 누구이고 어떻게 죽었는지 알아내며, 이를 토대로 FBI 특수요원 실리 부스(Seeley Booth)와 함께 범인을 잡는다는 설정이다. 작품의 설정인 '뼈'를 나타내기도 하지만, 부스가 브레넌을 부르는 별명이기도 하다.

## 등장인물
주인공(본즈와 부스)
- 템퍼런스 "본즈" 브레넌 박사(Dr. Temperance "Bones" Brennan) | 에밀리 데이셔넬 분
제퍼소니안 박물관 내 법의학 인류학자이자, 자신의 경험을 토대로 소설을 쓰는 유명 소설가이기도 하다. 자신은 늘 똑똑하다고 생각하며, 실제로도 인류학 분야에서는 그녀의 지식을 따라올 사람이 없다. 하지만 어렸을 때 부모와 헤어지고 오빠와 함께 위탁가정을 전전하며 자란 아픈 과거가 있다. 또한 우연한 기회에 자신의 부모가 범죄자였다는 걸 알게 되고, 그것을 받아들이지 못해 괴로워하는 모습도 보여준다. 같은 팀 소속이자 자신의 상관인 사로얀 박사의 소개로 FBI 수사에 자문 역할을 하기 시작하였으며, 이때 부스를 처음 만난다. 같은 팀 동료인 안젤라 몬테네그로와 매우 친하다.
- FBI 특수요원 실리 부스(FBI Special Agent Seeley Booth) | 데이비드 보리애너즈 분
전직 저격수이자 현재 FBI 특수요원. 브레넌 박사와는 샤로얀 박사의 소개로 만나 오랜 기간 동안 함께 범죄수사를 해온 파트너이자 친구 사이이며, 유일하게 그녀를 '본즈'라고 부르는 사람이다. 어렸을 때 아버지의 폭력 때문에 동생 자레드와 함께 아버지 대신 할아버지의 손에 자랐다. 그렇기 때문에 동생에게는 든든한 형이, 자신과 전 여자친구 레베카와의 사이에서 생긴 아들 파커에게는 더욱 자상한 아버지가 되려고 노력한다. 천주교 신자이며, 그 때문에 무신론자인 본즈와 가끔 의견충돌이 있기도 한다.

제퍼소니안 소속, 브레넌 박사의 법의학 수사팀
- 안젤라 몬테네그로(Angela Montenegro) | 미카엘라 콘린 분
팀 내에서 주로 컴퓨터를 이용해 뼈 주인의 생전 모습을 복원하거나 당시 상황을 시뮬레이션하는 역할을 맡고 있다. 브레넌의 권유로 법의학 팀에 합류했으며, 때때로 브레넌이 감정적으로 힘들어할 때, 혹은 연애가 서툴 때 옆에서 그녀를 다독여주고 꼭 필요한 충고를 해주기도 한다. 시리즈 초반에는 1년에 3주간 인적이 드문 사막 마을에서 애인과 휴가를 보낸다는 설정도 있었으며, 피지 섬에서 처음 만난 사람과 갑자기 결혼을 하는 등 특이한 면도 있지만 이 팀에서 그나마 가장 '보통 사람' 같은 캐릭터이다. 캐릭터상 그녀의 이름인 '안젤라 몬테네그로'는 기타리스트 아버지가 지어준 이름이 너무 이상해서 자신이 만든 가명이며, 실제 이름은 시리즈 내에서 한 번도 나오지 않는다. 참고로 팀 내에서 브레넌과 친한 것처럼, 안젤라 역을 맡은 미카엘라 콘린은 실제로 브레넌 역을 맡은 에밀리 데이셔넬과 매우 친하다.[1]
- 잭 스탠리 하진스 박사(Dr. Jack Stanley Hodgins) | TJ 타인 분
벌레와 토양 샘플을 주로 분석하고 여러 가지 특이한 실험을 즐기는 괴짜 과학자. 사실 그는 제퍼소니안 박물관의 후원자이자 재벌인 하진스 그룹의 독자이지만, 자신은 그렇게 불리는 것을 매우 싫어한다. 또한 사건 수사 중에 자신의 음모론을 틈틈이 이야기하는 음모론자이기도 하다. 시리즈 등장인물 중 안젤라의 아버지를 제일 무서워한다.
- 대니얼 굿맨 박사(Dr. Daniel Goodman) | 조너선 애덤스 분
고고학자이자 브레넌의 상관이지만, 그녀의 팀에는 거의 간섭하지 않는다. 대신 제퍼소니안 내 법의학 인류학부문의 관리자이기 때문에, 후원자들과의 기념행사 등 대외적인 행사에 더 많은 신경을 쓴다. 1시즌을 끝으로 휴직을 하고, 그의 자리를 사로얀 박사가 대신 맡게 된다.
- 카밀 사로얀 박사(Dr. Camile Saroyan) | 타마라 테일러 분
전직 경찰 소속 병리학자이자 브레넌의 직속상관, 그리고 부스의 또다른 전 여자친구. 이전 상관이었던 굿맨과 달리, 그녀는 조사가 어떻게 이루어지고 있는지 모두 보고받길 원하는 성격이다. 이 점 때문에 초반에는 브레넌과 자주 충돌하지만, 차차 타협점을 찾고 서로의 실력을 인정하게 된다.
- 잭 에디(Zack Uriah Addy) | 에릭 밀리건 분
브레넌의 대학원 제자로, 스승과 비슷하게 매우 천재적으로 설정된 캐릭터이다. 하지만 논리적으로 오류가 없다고 여기거나, 혹은 자신이 모르는 분야에 대해서는 그저 받아들이는 모습을 보이기도 한다. 대학원을 충분히 졸업할 수 있음에도 브레넌과 계속 함께 일하고 싶어서 졸업을 미루거나, 대학원 과정 합격 통지서를 계속 보관하고 있었던 것 등에서 그가 가졌던 팀과 브레넌 박사에 대한 애정을 엿볼 수 있다.

FBI 내 부스의 동료들
- 랜슬롯 스위츠 박사(Dr. Lancelot "Lance" Sweets) | 존 프랜시스 데일리 분
제퍼소니안 내에서 잭 에디가 젊은 천재 역할을 맡았다면, FBI 내에서는 23살에 심리학 박사학위를 취득한 천재 심리학자로 스위츠가 그 역할을 맡고 있다. 극 중에서는 부스와 브레넌 사이의 파트너십을 연구하겠다는 목적으로 두 사람을 정기적으로 만나기 시작하며, 심리학자라는 역할답게 범인의 프로파일링도 담당한다.
- 캐럴라인 줄리언 검사(Caroline Julian) | 퍼트리샤 벨처 분
부스의 친구이자 제퍼소니안 팀의 든든한 심적 지지자이다.

## 같이 보기
- 그레이 아나토미 (ABC TV)
- 크리미널 마인드 (CBS TV)